# 减速带

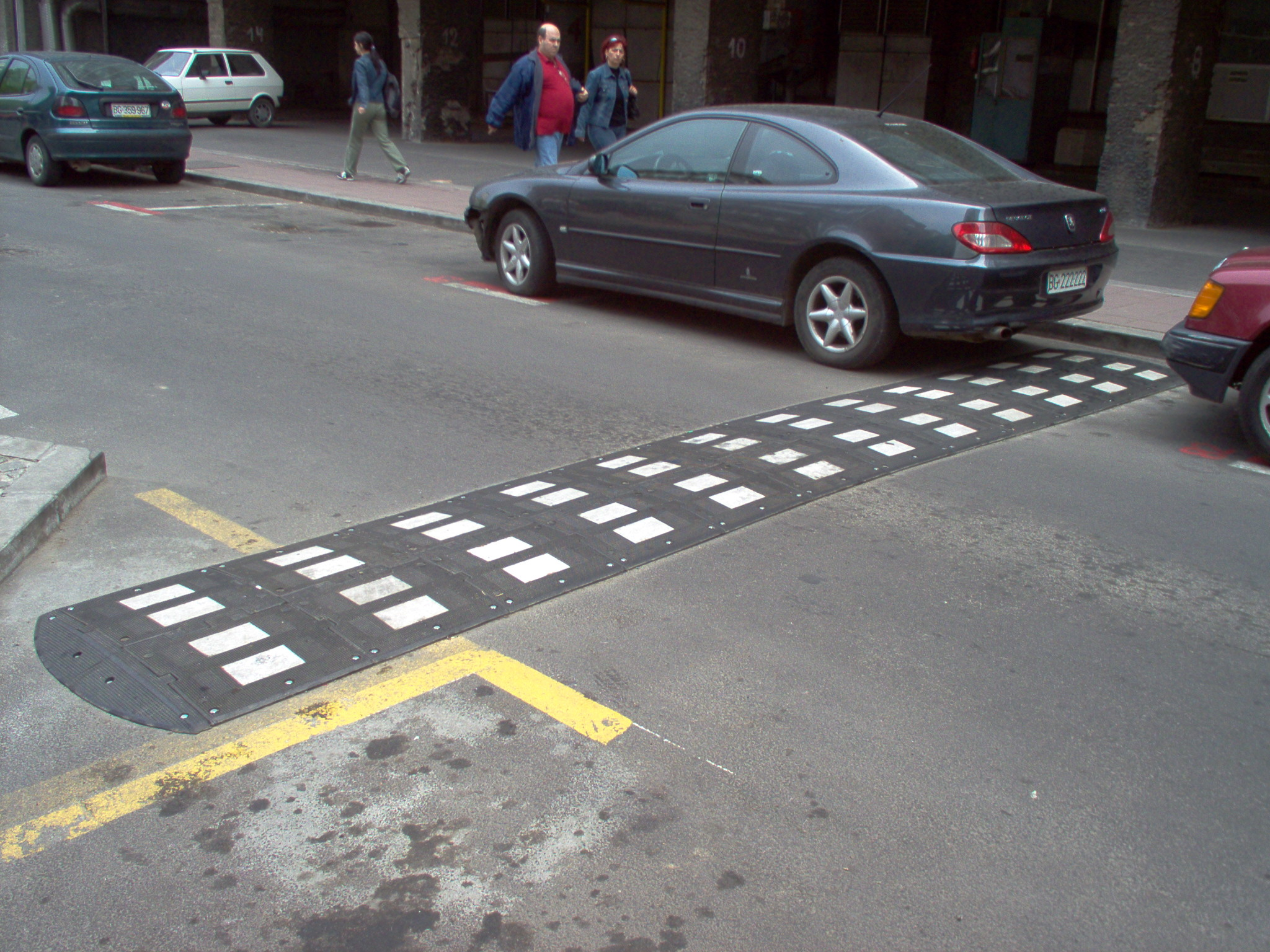
一条由橡胶制成的减速带

减速带（部分地区也称为減速器）是一种平行设置于公路路面上，略微由地面向上凸起约10－15厘米的装置。其目的是为了强制使行过的车辆减速。减速带通常由再生橡胶、金属、塑膠或是沥青等材料制成。
减速带在世界范围内被广泛的使用，并通常设置在应低速度行驶（小于每小时40公里）的路段以及停车场内（每小时8－16公里）。尽管使用减速带能够有效的降低行车速度，但因车辆通过其时所产生的噪音，以及高速通过时可能对车辆造成损害，使得使用减速带在一些地区也成为了一项争议。